# Araneus svanetiensis
Araneus svanetiensis är en spindelart som beskrevs av Tamara Mcheidze 1997. Araneus svanetiensis ingår i släktet Araneus och familjen hjulspindlar. Inga underarter finns listade i Catalogue of Life.